# Bistum Viseu
Das Bistum Viseu (lateinisch Dioecesis Visensis, portugiesisch Diocese de Viseu) ist eine in Portugal gelegene römisch-katholische Diözese mit Sitz in Viseu.

## Geschichte
Das Bistum Viseu wurde im Jahr 572 durch Papst Johannes III. errichtet und dem Erzbistum Mérida als Suffraganbistum unterstellt. Infolge der Islamischen Expansion ging das Bistum im Jahr 718 unter. Seit dem Jahr 1101 wurde das Bistum Viseu durch die Bischöfe von Coimbra verwaltet und ab 1120  dem Erzbistum Braga als Suffraganbistum unterstellt. Im Jahr 1147 konnte das Bistum Viseu infolge der Reconquista erneut errichtet werden. Am 24. August 1938 gab es Teile seines Territoriums zur Gründung des Bistums Aveiro ab.